# Formodexia volucelloides
Formodexia volucelloides är en tvåvingeart som först beskrevs av Walker 1861.  Formodexia volucelloides ingår i släktet Formodexia och familjen parasitflugor. Inga underarter finns listade i Catalogue of Life.